# Тольятти, Пальмиро
Пальми́ро Мике́ле Нико́ла Толья́тти (итал. Palmiro Michele Nicola Togliattiо файле; 26 марта 1893, Генуя, Королевство Италия — 21 августа 1964, Ялта, Крымская область, Украинская ССР, СССР) — генеральный секретарь Итальянской коммунистической партии в 1927–1934 и 1938–1964 годах, один из самых влиятельных и популярных коммунистических лидеров в мировой истории.

## Биография

### Ранние годы
Родился в семье учителей. Семья часто переезжала, сын Эудженио родился в Орбассано (в 1890, стал известным математиком), дочь Мария Кристина (в 1892) и сын Пальмиро (1893) – в Генуе, младший сын, Энрико, в Турине (в 1900). Пальмиро пошёл в школу в Новаре, продолжил учёбу в Турине, окончил среднюю школу в Сондрио, затем учился в Сассари. Считался отличником.
После смерти в январе 1911 года отца, страдавшего от рака, у семьи начались серьёзные экономические трудности. Мать начала шить на дому, Эудженио, Мария Кристина и Пальмиро – давать частные уроки.
По окончании лицея в 1911 году поступил в Туринский университет, став вторым среди претендовавших на стипендию в 70 лир в месяц (9-й стала Мария Кристина, 11-м – Антонио Грамши, оба поступили на литературный факультет), в 1915 году окончил юридический факультет. На формирование взглядов П. Тольятти повлияли взгляды Бенедетто Кроче, Антонио Лабриолы, Гаэтано Сальвемини, Джованни Папини, Джузеппе Преццолини, а также дружба с Антонио Грамши и конкретная социальная реальность Турина, где развивалось сильное и организованное рабочее движение. В 1914 году вступил в Итальянскую социалистическую партию (ИСП). Окончил университет в ноябре 1915 года, защитив диссертацию «Таможенный режим колоний». Затем поступил на философско-литературный факультет университета, но шедшая Первая мировая война помешала ему получить и философское образование.
В 1915 году был признан негодным к строевой службе в армии из-за сильной близорукости, пошёл добровольцем в Красный Крест, служил в различных госпиталях, в том числе на фронте. Когда военное командование пересмотрело критерии призыва в 1916 году, он был объявлен «дееспособным и годящимся к призыву», определён в 54-й пехотный полк, затем переведён, по личной просьбе, во 2-й альпийский полк. В 1917 году был принят на курс юнкеров в Казерте, прошёл его, но не получил производства в офицеры по причине серьёзного заболевания плеврита и, после длительного отпуска, демобилизован по здоровью в декабре 1918 года в звании старшего капрала медицины.
Вернувшись в Турин, преподавал право и экономику в частном институте и сотрудничал в качестве репортёра в социалистической газете «Avanti!»; также участвовал в политической деятельности партийных секций и провёл свой первый митинг в Савильяно. А. Грамши, Анджело Таска, Умберто Террачини и Тольятти основали политический еженедельник «L’Ordine Nuovo» (Новый порядок), первый номер которого вышел 1 мая 1919 года. Тольятти вёл там рубрику «Битва идей», часто с полемическими статьями. В июле 1919 года возглавил туринскую секцию  ИСП.

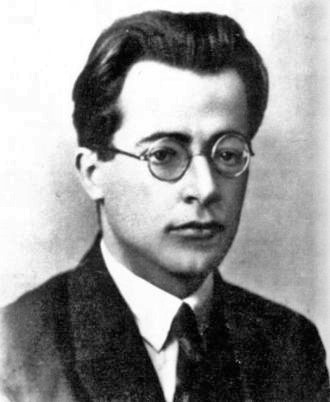
П. Тольятти в 1920-е гг.

Столкнувшись с инерционной позицией ИСП, организаторы еженедельника пришли к убеждению, что «судьба социалистической революции зависит прежде всего от существования партии, которая действительно является коммунистической партией». , участвуя вместе с Грамши в , которая 29 ноября конференции в Имоле Туринская секция ИСП решила подавляющим большинством голосов переформироваться в коммунистическую секцию и официально создать коммунистическую фракцию СПИ, возглавить которую было предложено Амадео Бордиге.
15 января 1921 года в Ливорно открылся XVII съезд ИСП; а 21-го коммунистическое меньшинство образовало Итальянскую коммунистическую партию (ИКП) – при этом присутствовали Грамши и Террачини; Тольятти оставался в Турине, руководя «L’Ordine Nuovo», которая к тому времени стала ежедневной газетой. В конце лета он возглавил в качестве главного редактора римскую газету «Il Comunista», которая начала выходить 11 октября. Тогда же он познакомился с Ритой Монтаньяна, которая 24 апреля 1924 года стала его женой.
Третий конгресс Коммунистического интернационала в июне 1921 года, столкнувшись с истощением революционного движения в Европе, установил новую тактику, которой должны были следовать национальные коммунистические партии: единый фронт с социалистическими партиями для противодействия восстанию правой реакции. ИКП выступила против этого направления; на своём втором съезде, состоявшемся в Риме в марте 1922 года, большинство делегатов подтвердили своё неприятие любого соглашения с социалистами – они недооценивали фашистскую опасность и предсказывали социал-демократический исход итальянского кризиса – в силе осталось только соглашение с социалистами на уровне профсоюзного движения. Грамши и Тольятти, вошедшие в ЦК, присоединились к большинству из опасения раскола в партии: они не разделяли оппозиции директивам Коминтерна и высказывались за сближение двух партий.
Он приветствовал активное сопротивление нарастающему фашистскому насилию, написав в газете, что «в сто раз лучше оставить 50 мёртвых на улицах города, чем терпеть, не реагируя, насилие и оскорбления». В то же время он, как и большинство руководителей ИКП, преуменьшал значение прихода фашистов к власти, утверждая: «они не изменили внутреннюю итальянскую ситуацию глубоко [...] фашистское правительство, которое является диктатурой буржуазии, не будет заинтересовано в освобождении себя от каких-либо традиционных демократических предрассудков». 28 октября 1922 года, в дни «похода на Рим», типографию, где печаталась «Il Comunista», захватил фашистский отряд; там был и Тольятти, которому удалось бежать; Газета прекратила выпуск 31 октября, сделав последний призыв к антифашистской деятельности. 18 декабря, фашистские отряды чернорубашечников разгромили в Турине штаб-квартиру профсоюзов и редакцию «L’Ordine Nuovo», убив 22 человека.
На некоторое время Тольятти прекратил политическую деятельность (считается, что причиной стало нездоровье и личный кризис). Он не пострадал при волне репрессий, устроенных Б. Муссолини в феврале 1923 года: более 5000 коммунистов были арестованы (из заметных партийцев избежали ареста только Террачини, Камилла Равера и Тольятти – не считая Грамши, оставшегося в Москве, и Таски в Швейцарии). Полицейская операция, координируемая Эмилио Де Боно, была совершенно незаконной; все задержанные были оправданы или в ходе предварительного следствия или на суде в конце года, но она достигла цели – исключить из действующей оппозиции партии наиболее решительных деятелей и вынудить КПИ перейти к исключительно подпольной деятельности.
В апреле 1923 года Тольятти возобновил активные контакты с КПИ, войдя в Исполнительный комитет (тогда же он взял псевдоним „Паоло Пальми”) и перебравшись в новую подпольную штаб-квартиру партии в Анджеру. Тогда же он вошёл в сформированную по распоряжению Исполкома Коминтерна группу из трёх представителей левого большинства (Тольятти, Мауро Скоччимарро, Бруно Фортикьяри) и двух представителей партийного  меньшинства ( Анджело Таска и Джузеппе Вота) – с задачей добиться слияния с левой фракцией социалистической партии во главе с Джачинто Менотти Серрати (слияние не состоялось, так как фракция, выступавшая за объединение с коммунистами, была исключена из ИСП в августе 1923 года).
21 сентября 1923 вместе с группой лидеров ИКП был арестован, обвинён в «заговоре против государственной безопасности», но вместе с другими был оправдан в ходе предварительного следствия после трёх месяцев заключения.
После прошедшей в мае 1924 года партийной конференции, высказавшейся в поддержку левого крыла партии во главе с А. Бордигой, в составе делегации ИКП выехал в Москву для участия в работе V конгресса Коминтерна. Основной темой конгресса была необходимость борьбы с левыми и правыми уклонами, имеющимися в различных коммунистических партиях. Полагая, что существуют среднесрочные революционные перспективы, итоговая резолюция конгресса Коминтерна гласила, что заключать союзы с социал-демократическими партиями нельзя. Для Италии, переживавшей серьёзный политический кризис после убийства одного из лидеров ИСП Д. Маттеотти, задачами коммунистической партии было поставлены: «1) свергнуть фашизм; 2) исключить с политической сцены [...] конституционные и реформистские оппозиционные партии; 3) собрать за собой рабочие и крестьянские массы для классовых действий, направленных на завоевание власти». В своем выступлении о политической ситуации в Италии Тольятти, взявший себе псевдоним «Эрколи», отметив невозможность левых партий вести борьбу с фашизмом в одиночку, вместо этого поддержал необходимость изолировать фашистов с помощью «временных союзников, сделав их на переходный период [...] союзниками рабочего класса, и использовав все существующие трещины в буржуазных и полубуржуазных группировках в целом, чтобы одновременно способствовать процессу распада этого блока». Учитывая отказ левых вступить в должности, в Исполнительный комитет были избраны Антонио Грамши (с августа генеральный секретарь ИКП), Тольятти (с того же периода также ответственный за сектор агитации и пропаганды), Скоччимарро, Гаэтано Мерсю и Фабрицио Маффи.
3 апреля 1925 года Тольятти был арестован по пяти обвинениям, в том числе в «подстрекательстве жителей Королевства к восстанию с оружием в руках против властей государства» и на этот раз, поскольку произошла амнистия, суд не состоялся. 29 июля он был освобожден из тюрьмы. Последующий ордер на арест, выданный в сентябре, не имел никакого эффекта, поскольку Тольятти скрылся в подполье.
3-й съезд ИКП прошёл в январе 1926 года в Лионе (Франция). На нём линия Грамши и Тольятти была поддержана 90 % делегатов, левые потеряли свои позиции. Грамши был переизбран генеральным секретарем, Тольятти – переизбран в ЦК, исполком и секретариат ЦК. 10 февраля 1926 года вместе с женой и сыном уехал из Италии в Москву как глава делегации КПИ на VI пленуме Коминтерна: он не мог предположить, что вернётся в Италию только 17 лет спустя. На пленуме поддержал Сталина и Бухарина против Троцкого и Зиновьева и обвинил левых в ИКП во главе с Бордигой в том, что они поставили партию на грань уничтожения. По итогам пленума был избран в исполком Коминтерна.
С 1926 года был представителем ИКП при Исполнительном комитете Коммунистического интернационала (ИККИ) в Москве. На VIII пленуме Коминтерна в мае 1927 года отверг политическую линию троцкистов, однако выступил против санкций против фракции Троцкого, однако в ноябре поддержал исключение Троцкого и Зиновьева из ВКП(б). В 1928 году стал членом Президиума ИККИ.

### Во главе компартии
После ареста, в нарушение депутатской неприкосновенности, депутатов-коммунистов, включая А. Грамши 8 ноября 1926 года и осуждения его к пожизненному заключению, фактически стал лидером компартии (Камилла Равера руководила подпольным центром партии, действовавшим в Генуе) и оставался на этом посту до своей смерти. В начале 1927 году уехал из Москвы и, отказавшись принять на себя руководство открытым в Берлине Международным бюро, возглавил Заграничный Центр ИКП (созданный ранее в Париже и переведённый в 1927 году в Лугано, затем, в 1928 году, в Базель); противостоял нетерпимости молодых коммунистов, таких как Луиджи Лонго и Пьетро Секкья, которые считали, что борьба против фашизма, с исчезновением других итальянских демократических оппозиций, должна быть радикализирована, предлагая цель немедленного перехода к социализму после победы над фашизмом. Тольятти объяснял, что для свержения фашизма революционными действиями необходим союз рабочих и крестьян, которого в итальянской ситуации вообще не существовало и что, если буржуазных антифашистских организаций больше не существует, продолжает существовать мелкая буржуазия, которую можно было склонить в сторону антифашизма политикой демократических требований; отсюда необходимость обозначить промежуточные политические цели, такие как восстановление подавленных фашизмом гражданских свобод – принятие этих инициатив не означает отказа от социализма и позволит завоевать ведущие позиции в антифашистской борьбе.

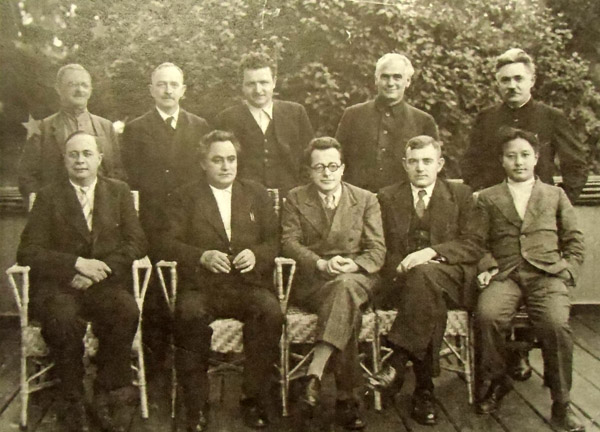
Члены Исполкома Коминтерна. Сидят (слева направо) Андре Марти, Георгий Димитров, П. Тольятти, Вильгельм Флорин, Ван Мин. Стоят: Меер Трилиссер, Отто Куусинен, Клемент Готвальд, Вильгельм Пик, Дмитрий Мануильский 1935 г.

В 1927—1934 годах неоднократно выезжал в Швейцарию, Бельгию, организовывал работу ИКП в эмиграции. На Шестом конгресс Коминтерна в 1928 году выступил против приравнивания социал-демократии к Фашизму (как утверждал И. В. Сталин) и подверг критике систему, действующую в других коммунистических партиях, в которых политические дебаты часто проходили в условиях скрытой внутренней борьбы, а дискуссии заканчивались осуждениями, дисциплинарными мерами и исключениями: здоровый правящий центр, утверждал он, формируется посредством открытых дебатов и совместной работы, а не методом беспринципной борьбы и компромиссов между различными группами.
Последствия внутренней борьбы в Коминтерне привели в марте 1930 года к исключению Бордиги из ИКП, в чём Тольятти сыграл ведущую роль.
В 1930 году принял советское гражданство. С 1934 года поселился в Москве на постоянной основе. Несёт ответственность за «разоблачения» и репрессии против ряда итальянских коммунистов, работавших в Коминтерне.
В 1935–1943 годах член Президиума и Секретариата ИККИ. В 1936 году был отправлен в качестве высшего представителя Коминтерна в Испанию, когда там началась гражданская война. Оставался там до 1939 года, координируя борьбу против франкизма и других антифашистских, но несталинистских партий. В 1937—1939 годах в период Гражданской войны в Испании по поручению ИККИ работал в Испании по оказанию помощи испанским коммунистам. В 1939 году вновь возглавил заграничный центр ИКП во Франции.
В сентябре 1939 года был арестован в Париже, пробыл в заключении до 1940 года.
В 1940–1944 годах жил в СССР, выступал по московскому радио (вещание на Италию) под псевдонимом Марио Корренти; в марте 1944 года, после высадки союзников на Сицилии и капитуляции Италии вернулся на родину, основал журнал «Rinascita»; стал вдохновителем политики национального единства в борьбе за изгнание немецких войск, оккупировавших Италию в 1943 году. Способствовал созданию и активно участвовал в работе Комитета национального освобождения.
Под его руководством ИКП совершила в 1944 году так называемый «салернский поворот» – переход к поддержке демократических реформ в Италии и отказ от вооружённой борьбы за социализм. Это также означало разоружение партизан, поддерживавшихся коммунистами. На митинге в Неаполе 11 апреля 1944 года он заявил: «Созвав завтра Национальное учредительное собрание, мы предложим народу сделать Италию демократической республикой с конституцией, которая гарантирует всем итальянцам все свободы: свободу мысли и свободу слова; свободу печати, ассоциаций и собраний; свободу религии и вероисповедания; и свободу мелкой и средней собственности и возможность развиваться, не подвергаясь давлению со стороны […] групп монополистического капитала. Это означает, что мы вообще не будем предлагать режим, основанный на существовании или доминировании одной партии. В демократической и прогрессивной Италии должны быть и будут различные партии […]; однако мы предложим, чтобы эти партии или, по крайней мере, те партии, которые […] имеют демократическую и национальную программу, сохраняли своё единство, чтобы противостоять любой попытке возрождения фашизма».
В 1944–1946 годах в правительствах П. Бадольо, И. Бономи, Ф. Парри и А. де Гаспери занимал посты министра без портфеля, заместителя премьер-министра, затем министра юстиции. Именно Тольятти, после коллегиального решения правительства, принятого во имя примирения между итальянцами, в июне 1946 года предложил амнистию всем, кто совершил политические преступления после 8 сентября 1944 года (так называемая «Тольяттинская амнистия»).

### После Второй мировой войны
Политическая линия, которой придерживалась ИКП, была довольно аномальной: она поддержала Латеранские соглашения, но в то же время уступала территориальным требованиям Югославии и была терпима к вооруженным группам, организованным вторым лицом в партии Пьетро Секкья. После создания Коминформа в 1947 году коммунисты поддержали коммунистический переворот в Чехословакии и формирование там однопартийного правительства.
В июне 1946 года был избран депутатом Учредительного собрания, затем избирался депутатом Палаты депутатов до самой смерти, всегда возглавляя парламентскую группу ИКП. На парламентских выборах 1946 года ИКП заняла третье место (около 19 % голосов, христианские демократы – 35, социалисты – около 21 %) и получила 104 места в Учредительном собрании. Хотя в дальнейшем представители компартии и не входили в правительство, партия была у власти во многих муниципалитетах и обладала большим влиянием в обществе. Его заместителями были Луиджи Лонго и Пьетро Секкья. В 1951 году отклонил предложение Сталина взять на себя руководство Коминформом.

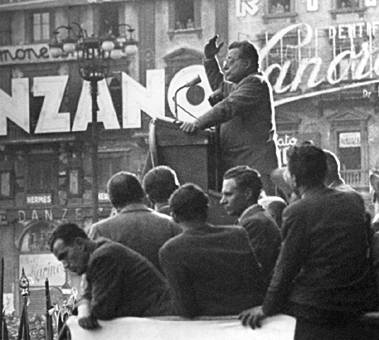
Тольятти выступает на митинге, 1948 год

Под его руководством компартия Италии стала самой крупной партией в стране и самой большой неправящей коммунистической партией в Европе.
14 июля 1948 года на выходе из парламента был тяжело ранен тремя пулями в спину (и левое лёгкое), шею и голову в результате покушения, совершённого антикоммунистически и неофашистски настроенным студентом. Позднее покушавшийся был приговорён к 13 годам и 8 месяцам тюремного заключения, позже сокращённому до 10 лет и 8 месяцев и, наконец, амнистирован на половину (был освобождён в 1953 году после пяти лет лишения свободы). В ответ по всей стране прошли волнения и забастовки, демонстрации и нападения на правые организации, страна реально оказалась в острейшем кризисе, на грани гражданской войны. Только за 14 июля в ходе столкновений погибли десять протестующих и четыре сотрудника общественной безопасности, сотни человек получили ранения. За два дня после нападения погибло ещё 16 и около 600 получили ранения. Возможное массовое восстание было пресечено приказом Тольятти «сохранять спокойствие» и «не делать ничего безумного».
С ноября 1949 года вице-председатель комиссии по иностранным делам палаты депутатов.

### Последние годы
Последовательно выступал за дружбу с Советским Союзом. После прихода к власти Н. С. Хрущёва, XX съезда КПСС (антисталинистские решения которого поддержал), событий в Венгрии (характеризовал их как «фашистско-клерикальную реакцию») и Польше (причины восстаний он видел в ошибках правящих партий, критикуя тезис, согласно которому они имели «внешнее» по отношению к социализму происхождение), ссоры с китайскими коммунистами (высказал жёсткую критику советского опыта в политике и старался предотвратить международную конференцию компартий, которая должна была осудить Китай) Тольятти был обеспокоен появляющимся расколом в коммунистическом движении. Он неоднократно писал письма Н. С. Хрущеву, антисталинскую линию которого он одобрял, хотел с ним переговорить по данным вопросам, но каждый раз получал отказ.
Идеологически его позиция заключалась в неприятии социал-демократического пути совершенствования капиталистического общества и уверенности, что между демократией и социализмом нет противоречия. Тольятти начал «итальянский путь к социализму», который заключался в убежденном присутствии в представительных учреждениях, отказе от любых революционных ярлыков и в то же время сопровождении институциональных действий, расширении социальной и профсоюзной борьбы. Это предусматривало долгий путь парламентских институтов к их постепенному преобразованию в социалистическом направлении, принятии при этом конституционных принципов, за которые проголосовали также коммунисты, и мирно добиваясь согласия на это избирателей. Это была глубокая модификация ленинизма, подобная ревизионизму марксизма, которая вызвала большое сопротивление в социалистических странах, включая СССР. Его предложение принять более гибкое видение ленинизма было отклонено на Московской конференции коммунистических партий в ноябре-декабре 1957 года.
Вместе с тем по его указанию из партии были исключены как леворадикальные партийцы (во главе с Пьетро Секкья), так и «правые» (во главе с Антонио Джолитти и Фабрицио Онофри).
В августе 1964 года П. Тольятти находился на отдыхе и лечении в Крыму. Перед этим он побывал в Москве, где пытался встретиться с Хрущёвым, с которым хотел поговорить о возможности проведения международной коммунистической конференции для улучшения отношений с Китаем Мао Цзэдуна. Во время посещения детского лагеря «Артек» потерял сознание вследствие инсульта и вскоре, 21 августа, умер от кровоизлияния в мозг, так и не придя в сознание. Гроб с телом Тольятти в Италию сопровождала советская партийная делегация во главе с Л. И. Брежневым, который уже через два месяца встал во главе КПСС и государства. На церемонии прощания в Риме Брежнев, в частности, сказал: «Товарищ Тольятти удивительно умел сочетать глубокую разработку важнейших проблем рабочего движения с большой пропагандистской работой, кропотливой организаторской деятельностью. Он всегда был тесно связан с массами, находился в центре политической борьбы». Эти слова, которые оценили представители компартий стран Западной Европы, резко контрастировали с пренебрежительным отношением к европейским коммунистам со стороны Н. С. Хрущёва.

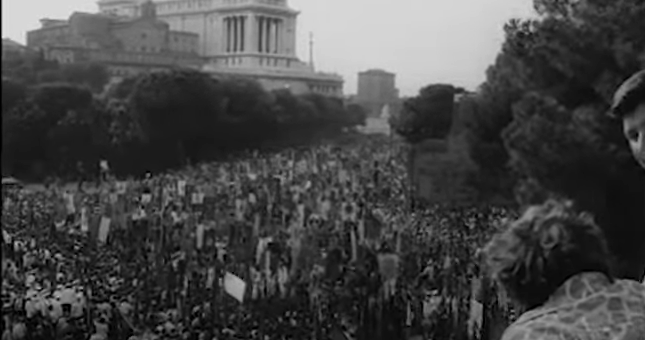
Похороны Тольятти в Риме

25 августа 1964 года П. Тольятти похоронен в Риме, в последний путь его провожали около миллиона человек и представители многочисленных коммунистических партий разных стран мира. Итальянский художник Ренато Гуттузо в 1972 году создал по этому поводу масштабное полотно «Похороны Тольятти», где можно увидеть его самого, Карла Маркса, Анджелу Дэвис, Хо Ши Мина, Долорес Ибаррури, Антонио Грамши, Элио Витторини, Лукино Висконти, Пьера Паоло Пазолини, Луиджи Лонго, Энрико Берлингуэра, Джан Карло Пайетту, Сальваторе Квазимодо, Нилльде Йотти, Жан-Поля Сартра, Симону де Бовуар, Розу Люксембург, Л. Д. Троцкого, И. В. Сталина и В. И. Ленина (изображён 5 раз).

## Личная жизнь

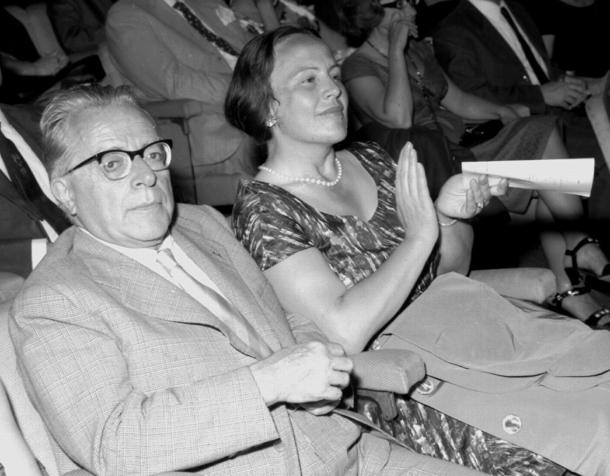
П. Тольятти и Леонильде Иотти

В первом браке (1924—1948) с Ритой Монтаньяна (1895—1979) родился сын Альдо (1925—2011), страдавший шизофренией с аутистическими наклонностями.
В 1948 году развёлся и женился на депутате парламента от ИКП Леонильде Иотти (1920—1999), занимавшей в 1979–1992 годах должность председателя Палаты депутатов парламента Италии. Ими была удочерена Мариса Малаголи – младшая сестра погибшего в 1950 году в столкновении с полицией рабочего.

## Память

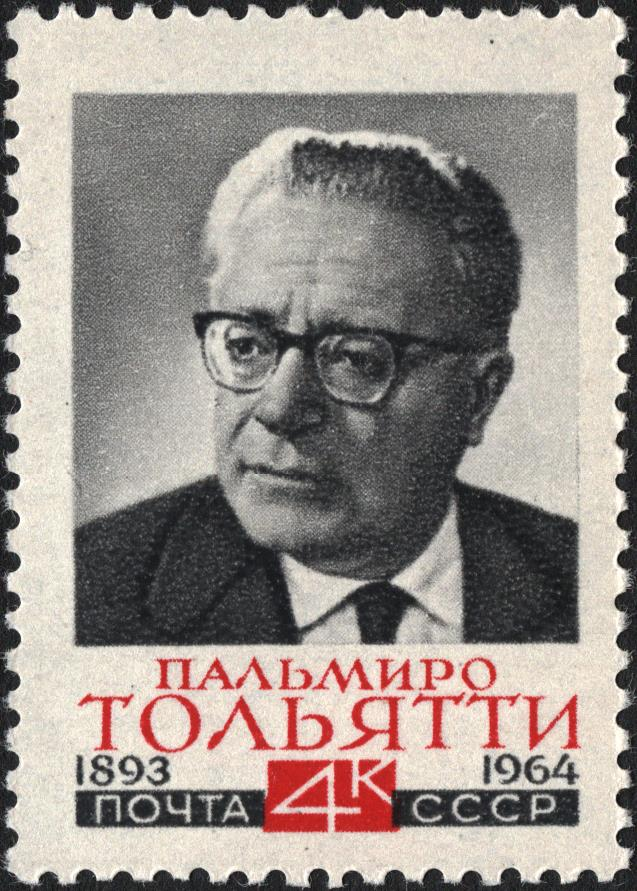
Пальмиро Тольятти на советской марке

- В Италии имя Пальмиро Тольятти увековечено в названии улиц в Болонье, в тосканском городке Совильяна (Sovigliana), в коммуне Скалея (Scalea, регион Калабрия провинция Козенца) и проспекта в Риме.
- 28 августа 1964 года Президиум Верховного Совета РСФСР постановил: Переименовать город Ставрополь Куйбышевской области в город Тольятти[20]. Это самый крупный город в СССР и России, названный именем зарубежного политического деятеля, и крупнейший в современной России из имеющих «советское» происхождение названия после Краснодара.
  - Именем Пальмиро Тольятти названа школа № 23 городского округа Тольятти и её музей.
  - Памятник Пальмиро Тольятти в 2022 году установлен[21] в Итальянском сквере города Тольятти.
- Имя Пальмиро Тольятти в 1964—1992 годах носил Ленинградский инженерно-экономический институт.
- Имя Пальмиро Тольятти увековечено в названии улиц городов бывшего СССР, таких как: Екатеринбург, Набережные Челны, Саров (улица Тольятти переименована 10.10.1997 в улицу Академика Харитона), Таганрог, Пятигорск, Новокузнецк, Черновцы, Ялта, Алексеево-Дружковка, Курганинск.
- Имя Пальмиро Тольятти увековечено в названии посёлка в Кыргызстане.
- Пансионат «Курпаты» был переименован как им. Пальмиро Тольятти в пос. Курпаты под Ялтой, в Крыму. Впоследствии был переименован в «Пальмира Палас». На территории находится памятник Пальмиро Тольятти.
- В МДЦ «Артек», в лагере «Морской» установлен бюст Пальмиро Тольятти, позже лагерь «Морской» был назван в честь Тольятти.

## Киновоплощения
- 1967 — Диверсанты / I sovversivi, реж. Братья Тавиани есть документальные кадры похорон П. Тольятти в Риме.
- 1969 — Гражданская война в Испании / Der spanische Bürgerkrieg, реж. Рудольф Картье[нем.], в роли П. Тольятти — Гюнтер Ершке[нем.].
- 1977 — Солдаты свободы, реж. Юрий Озеров, в роли П. Тольятти — Любомир Кабакчиев.
- 2005 — Де Гаспери – Человек надежды / De Gasperi - L'uomo della speranza, реж. Лилиана Кавани) в роли П. Тольятти — Андреа Тидона[итал.].
- 2008 — Хлеб и свобода[итал.] / Pane e libertà, реж. Альберто Негрин[итал.], в роли П. Тольятти — Массимо Вертмюллер[итал.].

## Публикации
- Тольятти П. Развитие и кризис итальянской мысли в XIX веке.// Вопросы философии. — 1955. — № 5.